# Носова фигура
Галион пренасочва към тази статия. За ветроходния кораб със сходно име вижте Галеон
Носова фигура или галион е декоративна фигура, поставяна на носа на повечето европейски кораби от 16 до 19 век. Обичаят всеки кораб да си има такава е въведен през 16 век на галеоните, тъй като макар по-раншните кораби да са имали някаква форма на украса на носа, при тях е отсъствала структурата, която би поддържала носовата фигура.
Обикновено носовата фигура изобразява човешка фигура или митично същество. Счита се, че функцията ѝ, както и на кърмовата украса, е да дава представа за името на кораба в едно неграмнотно общество, а при корабите от военния флот – да демонстрира богатство и власт. По време на бароковия период някои линейни кораби имат носови фигури с тегло няколко тона и понякога дори в два екземпляра, по един от всяка страна на бушприта.
Тъй като голямата носова фигура, издялана от тежко дърво и поставена в най-предната точка на кораба влияе отрицателно на ветроходните му качества, тази практика започва да отмира през 18 век. Носовите фигури стават по-малки, а около 1800-тната в някои случаи изчезват. След Наполеоновите войни обичаят се завръща, но фигурите често са малки полубюстове вместо предишните уголемени фигури в цял ръст. Клиперите от 1850-те и 60-те имат носови фигури в цял ръст, но те са сравнително малки и леки.
Традицията да се поставят носовите фигури изчезва с края на епохата на ветроходните кораби. Днес единствените кораби, които имат носови фигури, са или кораби-музеи, или реплики (възстановки) на исторически кораби.